# Vadakarai Keezhpadugai
Vadakarai Keezhpadugai è una suddivisione dell'India, classificata come town panchayat, di 17 317 abitanti, situata nel distretto di Tirunelveli, nello stato federato del Tamil Nadu. In base al numero di abitanti la città rientra nella classe IV (da 10 000 a 19 999 persone).

## Geografia fisica
La città è situata a 09° 02' 18 N e 77° 16' 23 E.

## Società

### Evoluzione demografica
Al censimento del 2001 la popolazione di Vadakarai Keezhpadugai assommava a 17 317 persone, delle quali 8 718 maschi e 8 599 femmine. I bambini di età inferiore o uguale ai sei anni assommavano a 2 150, dei quali 1 122 maschi e 1 028 femmine. Infine, coloro che erano in grado di saper almeno leggere e scrivere erano 11 178, dei quali 6 549 maschi e 4 629 femmine.